# Colaptes cafer
Colaptes cafer, är en fågel i familjen hackspettar inom ordningen hackspettartade fåglar. Den betraktas oftast som underart till guldspett (Colaptes auratus), men urskiljs sedan 2014 som egen art av Birdlife International, IUCN och Handbook of Birds of the World.
Fågeln delas in i fem underarter, varav en är utdöd: Den kategoriseras av IUCN som livskraftig.
- C. c. cafer – södra Alaska och British Columbia till norra Kalifornien
- C. c. collaris – sydvästra USA till nordvästra Baja California och västra Mexiko (söderut till ungefär Durango)
- C. c. rufipileus – Guadalupeön utanför västra Baja California; utdöd
- C. c. mexicanus – Durango österut tvärs över mexikanska platån till San Luis Potosí och söderut till Oaxaca
- C. c. nanus – södra USA (västra Texas) söderut till nordöstra Mexiko